# Окі Такато
О́кі Такато́ (яп. 大木喬任, おおきたかとう; 23 квітня 1832 — 26 червня 1899) — японський політичний і державний діяч, освітянин періоду Мейджі. 1-й і 8-й міністр культури (12 вересня 1871 — 19 квітня 1873, 1 червня 1891 — 8 серпня 1892), 2-й міністр релігій (1872 — 1877), 2-й і 4-й міністр юстиції (25 жовтня 1873 — 28 лютого 1880, 21 жовтня 1881 — 12 грудня 1883). Голова Сенату (1880 — 1881), голова Таємної ради (1889 — 1891, 1892 — 1893). Граф.

## Біографія
Окі Такато народився 23 квітня 1832 року в Саґа-хані. В юності він був прихильником руху «Шануймо імператора, геть варанів!» і належав до партії реформаторів разом із Ето Сімпеєм, Соедзімою Танеомі й Окумою Сіґенобу. Такато виступав за ліквідацію сьогунату Токуґава і відновлення прямого Імператорського правління.
Після реставрації Мейджі 1868 року новий Імператорський уряд прийняв Такато на службу регіональним чиновником. Згодом його підвищили за заслуги, призачиавши на посади молодшого радника Імператора й голови префектури Токіо (1868—1869). З 1870 року Такато став віце-головою Міністерства народних справ, а 1871 року очолив це відомство. У вересні того ж року уряд перевів його на пост міністра культури, на якому він здійснив реформу системи освіти. Це була одна з трьох фундаментальних реформ реставрації Мейджі поряд із адміністративною і військовою.
1873 року Такато отримав звання Імператорського радника, а після 1874 року став міністром юстиції. На цій посаді він займався придушенням антиурядових самурайських виступів, а саме повстання Ліги Камікадзе і повстання в Хаґі 1876 року. Такато перебував у конфлікті із тогочасним мінстром фінансів Окумою Сіґенобу щодо управління сімейними реєстрами косекі. Він долучився до складання закону про реєстри, але війну із міністерством фінансів програв.
1880 року Такато посів крісло голови Сенату і подав на розгляд уряду власний націоналістичний проект конституції. Після цього він почергово обіймав посади міністра юстиції (1881—1883), голови Таємної ради (1889—1891), міністра культури (1891—1892) і повторно голови Таємної ради (1892—1893).
1884 року, за заслуги перед державою, Імператор нагородив екс-міністра титулом граф і прирівняв до титулованої шляхти кадзоку.
За свої товариськість і відвертість Такато вмів знаходити спільну мову із представниками урядових фракцій Самуми і Тьосю. Він вважався однієїю з центральних фігур хідзенівської фракції, яка об'єднувала вихідців з Саґа-хану.
26 червня 1899 року 67-річний Окі Такато помер у
Токіо. Його зараховують до шести «найбільших освітян періоду Мейджі» поряд із Кондо Макото, Накамурою Масанао, Ніїдзімою Дзьо, Фукідзавою Юкіті й Морі Арінорі.